# Jean-Hubert Martin

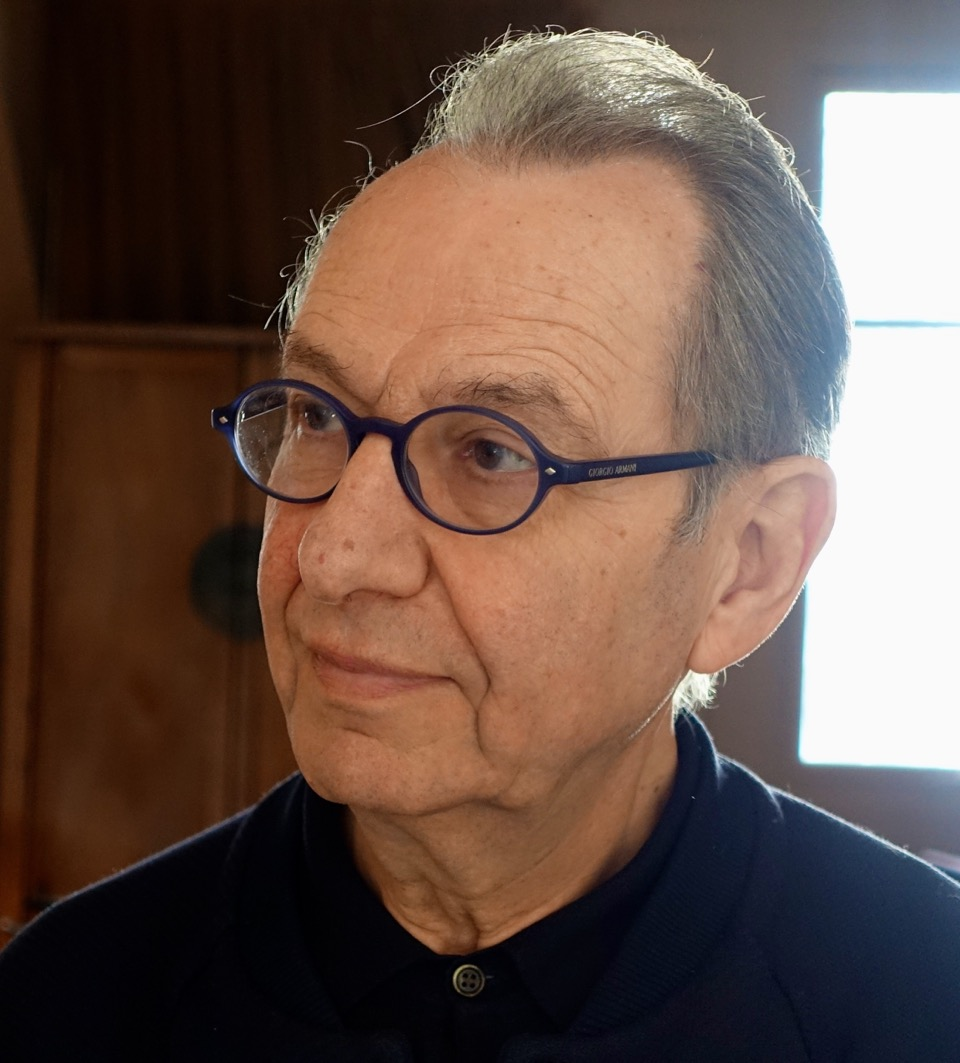
Jean-Hubert Martin, 2015

Jean-Hubert Martin (* 3. Juni 1944 in Strasbourg) ist ein französischer Kunsthistoriker, Kurator und Museumsleiter.

## Leben
Martin wuchs als Sohn von Paulette Rieffel und Paul Martin, eines Kurators des Historischen Museums Straßburg, im Elsass auf. Er studierte bis 1968 Kunstgeschichte an der Universität von Paris (Sorbonne), ehe er im Folgejahr an französischen Nationalmuseen seine berufliche Laufbahn als Kurator begann. Nach einer kurzen Zeit am Louvre arbeitete er für das Musée National d’Art Moderne im Palais de Tokyo, wo er unter anderem Ausstellungen der Werke von Man Ray, Alberto Burri, Richard Lindner und Francis Picabia organisierte. Dann wurde er Leiter für Gegenwartskunst im Centre Georges-Pompidou. 1982 kuratierte er den französischen Pavillon auf der Biennale of Sydney. Anschließend leitete er bis 1985 die Kunsthalle Bern, danach von 1987 bis 1990 das Musée National d’Art Moderne in Paris. Von 1991 bis 1994 kuratierte er das Château d’Orion. Von 1994 bis 1999 leitete er das Musée National des Arts d’Afrique et d’Océanie in Paris, danach bis 2006 als Generaldirektor das Museum Kunstpalast in Düsseldorf. Schließlich wurde er künstlerischer Leiter der Padiglione d’Arte Contemporanea in Mailand.
Aus seinen Leistungen ragt die von ihm für das Centre Pompidou und die Grande halle de la Villette kuratierte Ausstellung „Magiciens de la Terre“ (1989) hervor, eine Ausstellung internationaler Gegenwartskunst, die der Kunstkritiker Heinz-Norbert Jocks als einen „goldenen Meilenstein der Globalisierung“ würdigte.